# Gerő Sándor (gépészmérnök)
Gerő Sándor, születési és 1899-ig használt nevén Grünhut Sándor (Szombathely, 1882. július 31. – Budapest, 1972. január 17.) gépészmérnök.

## Életpályája
Grünhut Zsigmond üvegkereskedő és Kohn Tini gyermekeként született zsidó családban. Középiskolai tanulmányait a Szombathelyi Királyi Katolikus Főgimnáziumban végezte (1892–1900). Ezt követően felvételt nyert a József Műegyetemre, ahol 1904-ben szerezte meg oklevelét. Először a Magyar Szellőző Művek és Gépgyár Részvénytársaságnál, majd a Hungária Műtrágya- és Kénsavgyárban dolgozott. Az első világháborúban hadi szolgálatot teljesített. 1920 nyarán kinevezték az Első Pesti Spódium- és Enyvgyár műszaki igazgatójává. Később mérnöki állást vállalt a Kissebesi és Korláti Kőbányák Rt.-nál is.
1945 után osztályvezető mérnöke volt az Energiagazdálkodási Rt.-nak, 1949 és 1953 között pedig a Hőerőterv ipari kalorikus berendezések osztályának vezetője volt. A Műszaki és Természettudományi Egyesületek Szövetsége (MTESZ) keretében működő Arany-, Gyémánt- és Vasokleveles Mérnökök Körének ügyvezető titkára (1958-tól haláláig) és a Gépipari Tudományos Egyesület Műszaki Emlékbizottságának tagja.
Felesége Lukács Margit volt, Lukács Gábor és Breuer Regina lánya, akit 1911. július 9-én Budapesten, az Erzsébetvárosban vett nőül. 1938. december 11-én a budapesti Szent Domonkos-rendi római katolikus plébániahivatal lelkésze által kiállított tanúsítvány szerint áttértek a római katolikus vallásra.
A Farkasréti temetőben helyezték nyugalomra.

## Díjai, elismerései
- Munka Érdemrend ezüst fokozata (1967)[11]